# Calanda (género)
Calanda é um género botânico pertencente à família Rubiaceae.